# La Rochette (Savoie)
La Rochette (früher italienisch La Rocchetta) ist eine Commune déléguée in der französischen Gemeinde Valgelon-La Rochette mit 3754 Einwohnern (Stand 1. Januar 2022) im Département Savoie in der Region Auvergne-Rhône-Alpes.

## Geographie

### Lage
La Rochette liegt auf 349 m, etwa 19 km südöstlich der Präfektur Chambéry und 42 km nordöstlich der Stadt Grenoble (Luftlinie). Das Dorf liegt am Südwestrand des Département Savoie in der Chaîne de Belledonne, ein Zentralmassiv in den französischen Westalpen. Nachbargemeinden von La Rochette waren La Croix-de-la-Rochette und Rotherens im Norden, Étables und Presle im Osten, Arvillard und Détrier im Süden sowie Villaroux im Westen.

### Topographie
Die Fläche des 4,66 km2 großen Gemeindegebiets umfasst einen Abschnitt der Chaîne de Belledonne in einem tief eingeschnittenen, von Gletschern geschaffenen Tal, das vom Fluss Gélon in nordöstlicher Richtung entwässert wird. Dieses Tal verläuft exakt parallel zum westlich gelegenen Haupttal des Grésivaudan, welches von der Isère in entgegengesetzter Richtung durchflossen wird. Die beiden Täler werden von einem langgezogenen Höhenrücken getrennt, dem Montraillant, der die nordwestliche Gemeindegrenze bildet und auf dem mit 807 m die höchste Erhebung der Gemeinde erreicht wird. Das Gélon-Tal ist ein typisches Trogtal mit einem sehr ebenen Alluvialboden, auf dem sich das Hauptsiedlungsgebiet der Ortschaft erstreckt.

### Gemeindegliederung
Der im Vergleich zur ländlichen Umgebung dicht bebaute Talboden von La Rochette gliedert sich in den alten Ortskern und mehrere Wohnviertel, darunter:
- Saint-Maurice (340 m) am Nordrand der Gemeinde,
- Les Rubates (349 m) westlich des alten Dorfkerns,
- La Grange-du-Four (360 m) im Süden, heute durch eine Arbeitersiedlung erweitert.

Der nördliche Teil des Dorfes bildet mit La Croix-de-la-Rochette eine durchgehende Bebauung.

## Geschichte
Im Mittelalter bestand in La Rochette eine kleine Herrschaft, die im 12. Jahrhundert unter dem Namen Rocheta erstmals urkundlich erwähnt wurde. Unter der Oberhoheit der Grafen von Savoyen ging sie im 15. Jahrhundert erst an die Herren von Seyssel, dann an Jacques de la Tour, Marschall von Savoyen. Von 1793 bis 2015 war die Gemeinde Hauptort (frz.: chef-lieu) des Kantons La Rochette.

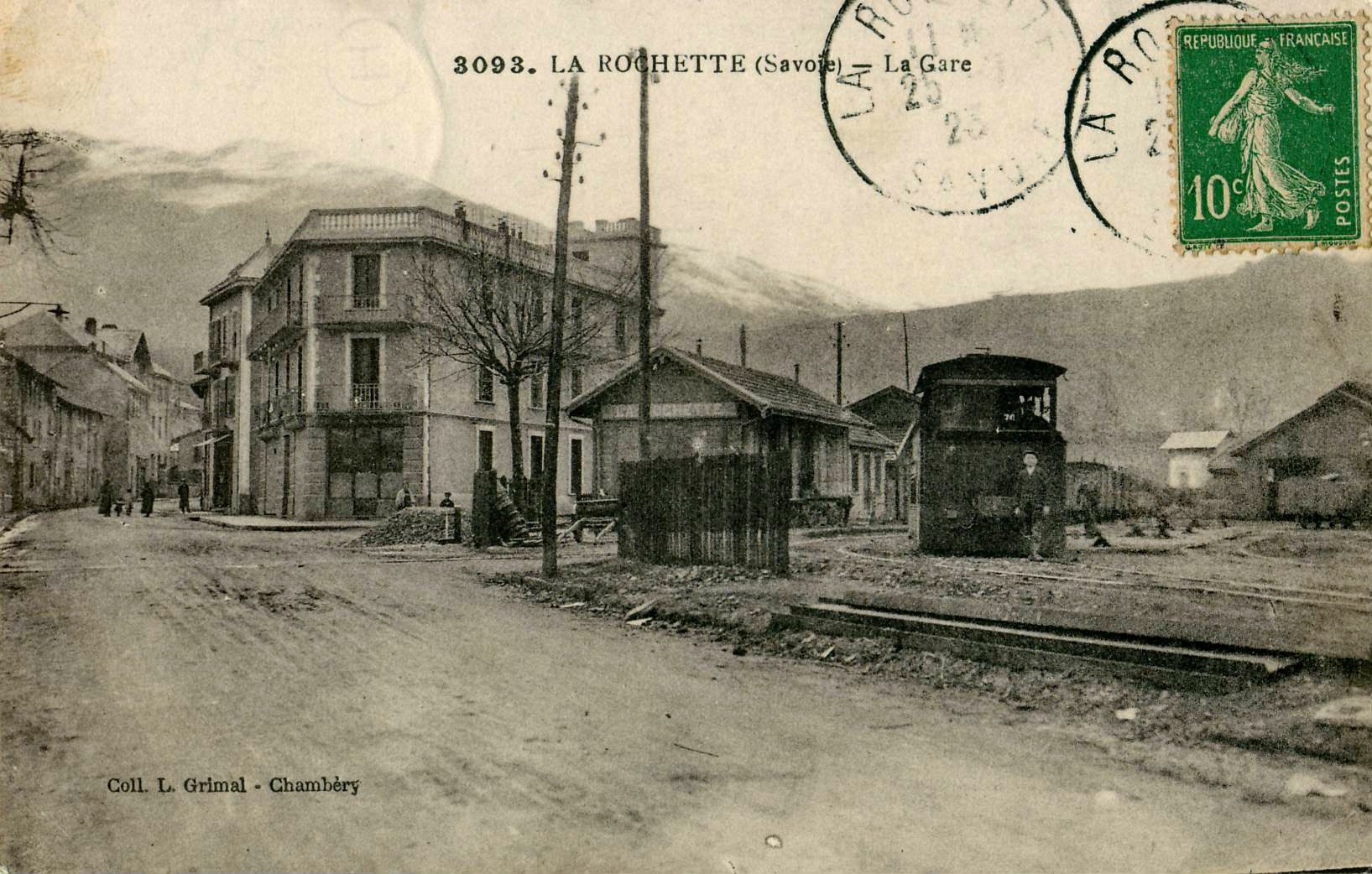
Lokomotive im Bahnhof von La Rochette, um 1923

Mit der Industrialisierung siedelte sich nach 1870 in La Rochette die Papierindustrie an mit Schwerpunkt auf Kartonherstellung. Parallel dazu schuf 1895 eine Überlandstraßenbahn die passende Infrastruktur. Sie verband Pontcharra, das einen Bahnhof an der Bahnstrecke Grenoble–Montmélian besitzt, mit La Rochette und Allevard. Im Jahr 1943 wurde die meterspurige Strecke auf Normalspur für den Güterverkehr umgestellt und 1988 ganz eingestellt.
Die Gemeinde La Rochette wurde am 1. Januar 2019 mit Étable zur Commune nouvelle Valgelon-La Rochette zusammengeschlossen. Sie hat seither den Status einer Commune déléguée.  Die Gemeinde La Rochette gehörte zum Arrondissement Chambéry und zum Kanton Montmélian (bis 2015 La Rochette) und war Mitglied im Gemeindeverband Cœur de Savoie.

## Sehenswürdigkeiten
Das Château de la Rochette ist ein Schloss aus dem 18. Jahrhundert auf einem Felsen etwa 50 m über dem Talboden und dem Dorf. Es steht an der Stelle der mittelalterlichen Wehrburg aus dem 11. Jahrhundert, die im 17. Jahrhundert zerstört worden war. Sie kontrollierte die Passage durch das Gélon-Tal an einer strategisch wichtigen Stelle.

## Bevölkerung
| Bevölkerungsentwicklung | Bevölkerungsentwicklung |
| Jahr                    | Einwohner               |
| ----------------------- | ----------------------- |
| 1962                    | 2.424                   |
| 1968                    | 2.926                   |
| 1975                    | 3.078                   |
| 1982                    | 3.190                   |
| 1990                    | 3.124                   |
| 1999                    | 3.098                   |
| 2006                    | 3.221                   |
| 2011                    | 3.546                   |

Mit zuletzt 3696 Einwohnern (Stand 1. Januar 2016) gehörte La Rochette zu den mittelgroßen Gemeinden des Département Savoie. Nachdem die Einwohnerzahl im 19. Jahrhundert und den darauffolgenden Jahrzehnten konstant bei etwa 1200 gelegen hatte, stieg sie zur Mitte des 20. Jahrhunderts sprunghaft an auf die heute verzeichneten Werte. Die französische Herkunftsbezeichnung für die Einwohner von La Rochette ist Rochettois(es).

## Wirtschaft und Infrastruktur
La Rochette war schon seit Jahrhunderten ein industriell geprägtes Dorf. Heute beherbergt es vor allem Produktionsstandorte zweier globaler Kartonhersteller. Der eine ist die kanadische Firma Cascades, deren Produktion von Faltschachtelkarton bei 160.000 Tonnen pro Jahr liegt. Der zweite Kartonhersteller ist Europac aus Portugal.
Daneben gibt es heute verschiedene Betriebe des lokalen Kleingewerbes, während die Landwirtschaft bereits in der Vergangenheit durch die begrenzten Nutzflächen eingeschränkt war und heute weiter an Bedeutung verliert. Viele Erwerbstätige gehen direkt im Ort ihrer Arbeit nach. Die Arbeitsplätze von Wegpendlern aus La Rochette liegen etwa zu gleichen Teilen in den Départements Savoie und Isère.
Die Ortschaft liegt an der Departementsstraße D925, die von Pontcharra aus das Gélon-Tal erschließt und unterhalb von Albertville wieder an die Straßeninfrastruktur im Isère-Tal anschließt. Von ihr zweigen in La Rochette weitere Straßenverbindungen bergaufwärts in die Gemeinden Étables, Presle und Arvillard ab. Im 10 km entfernten Pontcharra befindet sich sowohl der  nächste Autobahnanschluss an die A43 wie auch der nächste Bahnhof mit Verbindungen des TER Rhône-Alpes. Als Passagierflughäfen in der Region kommen Chambéry-Savoie (42 km), Lyon-St-Exupéry (117 km) oder Genf (120 km) in Frage.

### Ausbildung
In La Rochette befinden sich zwei Vorschulen (école maternelle), eine Grundschule (école primaire) und eine Gesamtschule (collège).

## Gemeindepartnerschaften

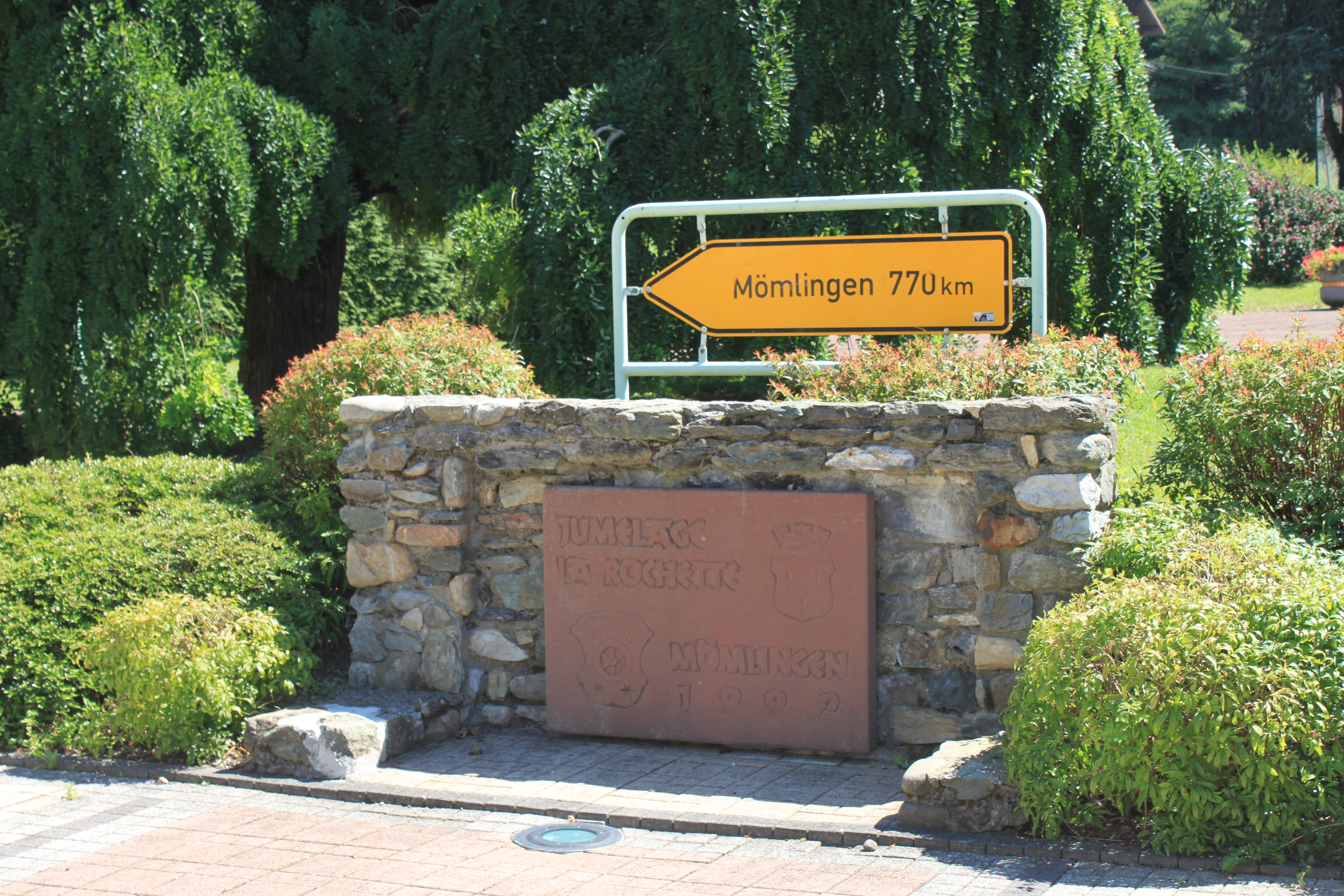
Deutsches Ortsschild in La Rochette mit der Entfernung nach Mömlingen

Seit 1992 unterhält La Rochette eine Partnerschaft mit Mömlingen in Unterfranken.